# Orlí vrch
Orlí vrch (německy Urlenhübl) je vrchol v České republice ležící v Zlatohorské vrchovině.

## Poloha
Orlí vrch se nachází severovýchodně nad osadou Rejvíz asi 7,5 kilometrů východně od města Jeseník. Leží na severní hraně rejvízské náhorní plošiny. Směrem k ní je převýšení minimální, severní svah je prudký s převýšením až 270 metrů.

## Vodstvo
Jižně od Orlího vrchu se nachází rejvízské rašeliniště, které je odvodňováno levým přítokem Černé Opavy. Severní a východní svah odvodňují přítoky říčky Olešnice, která je levým přítokem Bělé.

## Vegetace
Bezprostřední okolí vrcholu a severní svah Orlího vrchu je zalesněn. Jižně navazující náhorní plošinu pokrývají louky.

## Stavby a komunikace
Přímo v prostoru vrcholu Orlího vrchu se nachází stejnojmenný penzion, který vznikl přebudováním rozhlasového vysílače v roce 1998, jehož stožár stojí v areálu dodnes. Z Rejvízu k němu od jihu vede přístupová komunikace. Po ní je vedena i zeleně značná trasa KČT 4807, která se v prostoru vrcholu stáčí na východ a klesá ke Zlatým Horám.